# Dom Pérignon
|  | Denne artikel omhandler benediktinermunken. For champagnemærket, se Dom Pérignon (champagne). |
Dom Pierre Pérignon (ca. 1638–14. september 1715) var en benediktinermunk som fejlagtigt tilskrives opfindelsen af champagne og Méthode champenoise, som blev udviklet af ham. Det berømte champagnemærke Dom Pérignon er opkaldt efter ham.

## Biografi
Pierre Pérignon var søn af en retssekretær i byen Saint-Menehould i Champagne området i Frankrig. Da han var 19, blev han benediktiner i klosteret Abbey of Saint-Vannes i byen Verdun. I 1668 flyttede han til klosteret i Hautvilliers i nærheden af Épernay. Han arbejdede som kældermester i klosteret til sin død i 1715. Under hans ledelse blomstrede klosteret og fordoblede sit vinareal. Som et tegn på ære og respekt blev han begravet i den del af klosteret, som var forbeholdt abbeder.

## Indflydelse på produktionen af champagne
I hans tid var eftergæringen, som giver boblerne i mousserende vine, et stort problem for vinmagerne. Når det blev køligt i vejret om efteråret, var det ikke alt sukkeret i vinen, som var blevet omdannet til alkohol. Hvis vinen blev hældt på flaske på det tidspunkt, blev den bogstaveligt talt til en tidsinstillet bombe. Når vejret blev varmere om foråret, begyndte den slumrende gær at udvikle kuldioxid, som i bedste fald pressede korkproppen ud af flasken, og i værste fald fik den til at eksplodere og udløse en kædereaktion: naboflasker sprang på grund af trykket fra den første sprængning osv.
Dom Pérignon forsøgte ihærdigt at undgå eftergæring.
I 1718 udgav kannik Godinot en bog om vinfremstilling, som blev tillagt Dom Perignon. Blandt dem var den oplysning, at fine vine kun kunne fremstilles af Pinot Noir druen. Pérignon var ikke glad for hvide druer på grund af deres tendens til at eftergære. Andre regler i bogen var Perignons vejledning om at beskære vinstokke kraftigt, så de ikke blev højere end tre fod og gav mindre udbytte. Høsten skulle foregå i køligt, fugtigt vejr gerne tidligt om morgenen – og med omhu så druerne hverken fik stød eller blev mast. Rådne og overmodne druer skulle kasseres. Pérignon tillod ikke at druer blev trådt og foretrak brugen af adskillige presser for at minimere udblødning af saften og skindet.
Dom Pérignon var en tidlig fortaler for, at vinfremstilling udelukkende skulle foregå ved hjælp af naturlige processer uden tilføjelse af fremmede substanser. I dag kan vi kalde det økologisk visfremstilling for at afskille det fra mere almindeligt anvendte metoder, selv om ordet økologisk indeholder kulturelle og politiske betydninger, som Dom Pérignon nok ikke kan tillægges.

## Misforståelser og myter
"Kom hurtigt, jeg drikker stjernerne!" skulle han have sagt, da han smagte den første mousserende champagne. Men citatet optræder første gang i en trykt reklame fra slutningen af 1800'tallet.
Selv om Dom Pérignon arbejdede utrætteligt og med held med at forbedre kvaliteten og øge berømmelsen af vinene i champagnedistriktet, opfandt han ikke de mousserende vine og var ikke den første som lavede champagne. Tværtimod arbejdede han hårdt for at undgå eftergæring. Mousserende vine blev fremstillet med vilje af den engelske videnskabsmand og læge Christopher Merret mindst 30 år før Dom Perignon.
En af skaberne af myterne om Dom Pérignon var en efterfølger på klosteret i Hautvillers, Dom Groussard, som i 1821 fortalte, at Dom Pérignon
"opfandt" champagne og andre overdrevne historier om klosteret, med henblik på at give kirken og vinen prestige. Myten om Pérignon som den første til at bruge korkprop og i stand til at angive, hvilken vingård hver enkelt drue kom fra, stammer formentlig fra Groussard.
Omtalen af denne blindsmagning har ført til den udbredte misforståelse at Dom Pérignon var blind.
Dom Pérignon indførte slet ikke blanding af vinene, men derimod blanding af druerne inden de blev sendt i pressen.